# Форст (Гунсрюк)
Форст (Гунсрюк) (нім. Forst (Hunsrück)) — громада в Німеччині, розташована в землі Рейнланд-Пфальц. Входить до складу району Кохем-Целль. Складова частина об'єднання громад Цель.
Площа — 3,35 км2. Населення становить 65 ос. (станом на 31 грудня 2020).